# Lengua aglutinante
Una lengua aglutinante es aquella en la que las palabras se forman uniendo monemas independientes. Las palabras de este tipo de idiomas están constituidas por masas de lexemas y afijos, cada uno con un significado referencial o gramatical bien definido. Este término fue creado por Wilhelm von Humboldt en 1832 para clasificar las lenguas teniendo en cuenta su morfología. La palabra procede del verbo latino agglutinare, que significa «pegar una cosa con otra».
En las lenguas aglutinantes, los afijos deben ir en un lugar determinado, según el sentido que se le quiere añadir o modificar a la raíz. El afijo debe tener una posición determinada respecto a otros afijos y a la propia raíz, para así poder darle el sentido deseado a la palabra que compone. Es decir, una palabra puede tener dos sufijos, pero eso no significa que dicha palabra pueda escribirse con dos terminaciones diferentes; ambos sufijos deben estar en una posición clave, según el sentido que se le desea adjudicar a la palabra.

## Lenguas aglutinantes y fusionantes
No existe una frontera precisa entre lenguas aglutinantes y lenguas fusionantes. Hay lenguas más claramente aglutinantes que otras, y en general se reserva el calificativo de lenguas aglutinantes para las lenguas que están muy cerca del tipo aglutinante porque presentan las siguientes características:
- Las palabras son totalmente segmentables en morfemas que no sufren alteraciones o asimilaciones por efecto de los morfemas adyacentes.
- Cada morfo realiza una sola categoría gramatical.

Por el contrario, en las lenguas fusionantes, los afijos se fusionan los unos con los otros y su forma varía dependiendo de los otros morfemas. Por ejemplo en español la forma de negación in- adopta la forma im- ante labial, ir- ante r-, etc. Además, en estas lenguas muchos morfos suelen realizar varios morfemas al mismo tiempo, es decir, un mismo morfo representa valores de diferentes categorías gramaticales. Nuevamente puede tomarse como ejemplo el español, donde la terminación -o en una forma de presente, indica simultáneamente que se trata de primera persona del singular, del modo indicativo, como el tiempo presente.

## Lenguas muy aglutinantes
Típicamente, en una lengua aglutinante, a una raíz fija, normalmente monosilábica, se aglutinan sufijos que modifican o precisan su sentido. El guaraní, el japonés, el esperanto, el coreano, las lenguas urálicas, el turco, el euskera, las lenguas dravídicas, las lenguas quechua, el aimara, las lenguas chibchas, el náhuatl y el suajili son ejemplos de lenguas aglutinantes habladas en la actualidad. En el pasado, en gran parte de Irán y de Oriente Próximo, se hablaban lenguas aglutinantes, como era el caso del sumerio, el elamita, el urarteo o el hurrita.

### Ejemplos
- En aimara, la forma iskuylankañapkama "mientras (él/ella) esté en la escuela" puede segmentarse en morfemas de la siguiente manera iskuyla-n(a)-ka-ña-p(a)-kama, donde 
iskuyla es escuela
-na es un inesivo que significa en
-ka verbaliza el tema precedente iskuylan(a)
-ña nominalizador que empaqueta lo anterior bajo la construcción nominal compleja "(el estado de) estar en la escuela"
-pa posesivo de tercera persona "su", que hasta aquí traduce "(el estado de que él o ella) esté en la escuela"
-kama es un morfema agrupador/alcanzador, que aquí traduce por "hasta", "mientras"
- En finlandés, la forma taloissani "en mis casas" puede segmentarse de la siguiente forma: talo "casa" + i marca de plural + ssa marca del inesivo ("dentro de") + ni sufijo que indica al posesor de primera persona del singular ("mi, mis"); la forma uidessani "mientras nado" se construye sobre uida "nadar" y ssa y ni como anteriormente.
- En la variedad de quechua chanka, podemos poner como ejemplo wasinchikchakunamanta "desde nuestras casitas", se construye: wasi (casa), -nchik (que es relativo de nosotros, incluyendo al receptor), -cha (disminuye al sujeto), -kuna (pluraliza al sujeto), -manta (desde, muestra el origen de algo).
- En turco, la construcción es muy similar: a partir de ev "casa" se forman evler "(las) casas", evlerim "mis casas", y evlerimde "en mis casas". A partir de "göz" = "ojo", se pueden formar "gözler" = "(los) ojos", "gözlerim" = "mis ojos" y "gözlerimde" = "en mis ojos".
- En euskera, podemos construir, a partir de una palabra simple como etxe "casa", una amplia gama de casos: etxea "la casa", etxeak "las casas", etxeko "de la casa (situado en la casa)", etxera "a la casa (en dirección a la casa)", etxerako "que va a casa (lit. "de a la casa")", etxetik "desde la casa", etxeraino "hasta la casa"; cuando se trata de nombres animados, como gizon ("hombre"), tenemos gizona "el hombre", gizonaren "del hombre", gizonarekin "con el hombre", gizonarentzat "para el hombre", gizonarengana "al hombre (en dirección al hombre)", gizonarenganako "que va al hombre (lit. "de al hombre")", gizonarengandik "desde el hombre", gizonarenganaino "hasta el hombre", por poner sólo unos ejemplos.
- En japonés, omoshirokunakatta "No era interesante" (y también "No fue interesante" o "No ha sido interesante") se descompone en omoshiro(i) "interesante" + kuna(i), que indica negación, + katta, que indica tiempo pasado. Este ejemplo nos enseña el carácter aglutinante de los adjetivos en japonés.
- En guaraní, partiendo de la raíz guata, proceden aguata: "(yo) camino", aguatáma: "ya he caminado", aguatáne: "habré de caminar" aguatamírõ: "si caminara", etc.
- En esperanto, de la raíz bov, pueden crearse y derivarse palabras como bov'o (toro), bovino (vaca), fibovo (toro repugnante), boveto ("torito", diminutivo), bovejo (corral de toros), bovaro (manada o conjunto de toros), bovet'aro, etc.[1][2] Incluso, a través de los afijos, se pueden crear estructuras complejas que permiten crear nuevas palabras, las cuales no se pueden traducir a la mayoría de los idiomas en forma de palabras. Por ejemplo, la palabra figebovetarejo (fi-ge-bov-et-ar-ej-o), en castellano, "corral de manadas de vacas y toros pequeños y repugnantes".
- En náhuatl, lengua del imperio mexica, el nombre de la antigua ciudad de Teōtihuacān puede ser analizado así: teō(tl ) 'dios' + -ti [estativo] > teōti 'tener naturaleza divina' + -hua [voz pasiva] > teōtihua 'ser hecho dios, deificar' + -cān 'lugar' > Teōtihuacān 'el lugar donde fueron hechos dioses', en referencia a la leyenda de cómo se crearon el sol y la luna en ese lugar.
- En inuktitut, lengua de los esquimales de Groenlandia, es fuertemente aglutinante: así atuartariqalirpuq 'empezó a tener que estudiar' puede segmentarse en atuar 'estudiar' + tariqa 'deber' + lir 'empezar' + -p indicativo + -u marcador de transitividad + -q 3.ª persona del singular.